# Просеч (Хрудим)
Просеч (чеш. Proseč) град је у Чешкој Републици. Град се налази у управној јединици Пардубички крај, у оквиру којег припада округу Хрудим.

## Становништво
Према подацима о броју становника из 2014. године град је имао 2.138 становника.